# NB-Radiotreff 88,0
NB-Radiotreff 88,0 war ein Offener Kanal Hörfunk der Medienanstalt Mecklenburg-Vorpommern.
Er stand als Bürgerradio allen Einwohnern Mecklenburg-Vorpommerns zur Verfügung. Das Programm wurde im Raum Neubrandenburg über die Frequenz 88,0 MHz ausgestrahlt. Der Sender beschäftigte fünf Mitarbeiter und unterhielt am Sitz in Neubrandenburg vier Studios. In Zusammenarbeit mit örtlichen Vereinen unterhielt der Offene Kanal zwei Außenstudios: eines in Malchin und eines in Greifswald. Des Weiteren hatte NB-Radiotreff 88,0 einen Medientrecker. Dieser war ein VW-Bus, der mit Radiotechnik ausgestattet war, und durch ganz Mecklenburg-Vorpommern fuhr, auch zu Schulen und dort mit Schülern, die nicht nach Neubrandenburg oder den Außenstudios kommen konnten eine Radiosendung produzierte.
Im Oktober 2022 wurde die Einrichtung in Mediatop Neubrandenburg umbenannt, das Radioprogramm, das nach wie vor ein Offener Kanal ist, nennt sich jetzt Mediatop Radio. Mediatop ist eine Wortzusammenziehung aus Media/Medien und Biotop, in der Bedeutung: im geschützten Raum den Umgang mit Medien zu lernen und auszuführen. Die anderen Standorte heißen entsprechend Mediatop Malchin und Mediatop Greifswald. NB-Radiotreff 88,0 gibt es seither nicht mehr. 

## Außenstudios
Das Studio in Malchin wurde mit Unterstützung des Vereins Welle Kummerower See e. V. am 1. Juli 2003 in Betrieb genommen. Später wurde es zusammen mit Unterstützung des Demokratischen Frauenbundes e. V., Regionalstelle Neubrandenburg betrieben. Seit Januar 2018 wird Studio Malchin mit Unterstützung der Stadt von der MMV direkt betrieben. Im Raum Malchin wird auf der Frequenz 98,7 MHz das gleiche Programm wie auf der Neubrandenburger Frequenz ausgestrahlt, in das die Sendungen von Studio Malchin eingebunden sind (montags bis samstags 9 bis 10 Uhr und montags bis sonntags 14 bis 15 Uhr).
In Greifswald sendet NB-Radiotreff 88,0 auf der Frequenz 98,1 MHz. Montags bis sonntags wird ab 19 Uhr ein vierstündiges Lokalprogramm unter dem Namen radio 98eins ausgestrahlt, das in einem am 7. Januar 2005 eröffneten Außenstudio produziert wird. In der restlichen Zeit wird das Programm von NB-Radiotreff 88,0 aus Neubrandenburg übernommen.